# Habrolepopteryx
Habrolepopteryx is een geslacht van vliesvleugeligen uit de familie Encyrtidae. De wetenschappelijke naam van dit geslacht is voor het eerst geldig gepubliceerd in 1900 door Ashmead.

## Soorten
Het geslacht Habrolepopteryx is monotypisch en omvat slechts de volgende soort:
- Habrolepopteryx pulchripennis (Ashmead, 1888)